# Нікольська вежа (Нижній Новгород)
56°19′32″ пн. ш. 44°00′05″ сх. д. / 56.325628° пн. ш. 44.00139° сх. д.
Нікольська вежа (рос. Никольская башня) — проїзна вежа Нижньогородського кремля. Розташована в нагірній частині між Кладовою і Коромисловою вежами у місті Нижній Новгород, Росія. До вежі впритул примикає пішохідний міст, зведений над Зеленським з'їздом 1982 року на місці старовинного дерев'яного мосту, рубаного «на клітинах».

## Опис

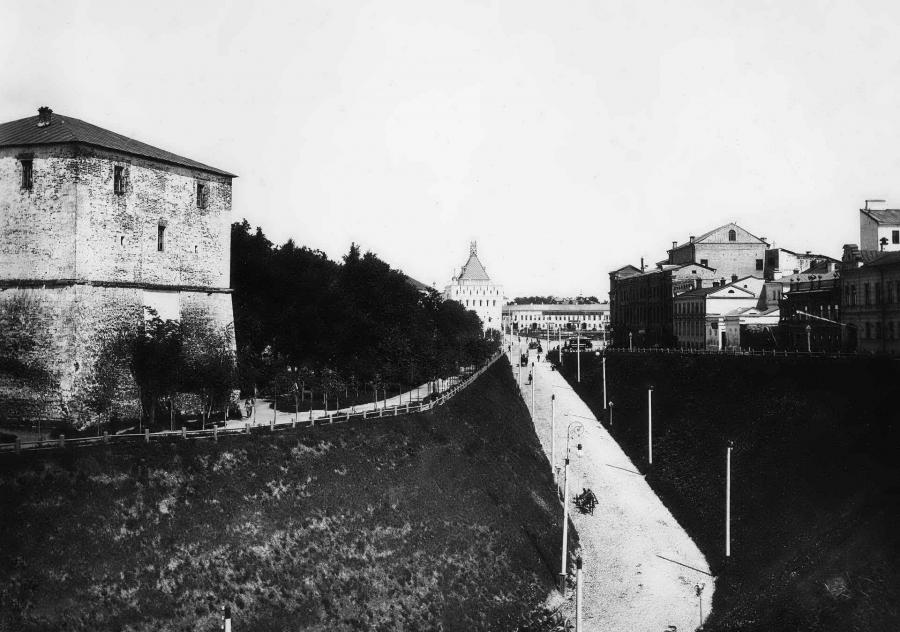
Вежа до реконструкції кінця 1950-х років.

Вежу названо на честь храму Миколи Чудотворця, що колись стояв на Великій Покровській вулиці, на протилежному боці Зеленського з'їзду. Церква і прилеглі до неї православні поховання не вціліли до наших днів, а те місце, де вони знаходилися, визнано владою Нижньогородської області історико-заповідною зоною «Нікольське кладовище». У 2013 році на місці церкви (тепер це вулиця Пожарського) було збудовано храм-каплицю.
У вежах Нижньогородського кремля, збудованих по косогору до Почайни (Нікольской, Коромисловій, Тайницькій), розміщувалися сховища з порохом, а в самому яру розміщувався завод з вітряком — Зелейний двір. Попри те, що за своєю вогневою міццю Нікольська вежа поступалася Дмитрівській, вона слугувала важливим опорним пунктом в обороні фортеці. Захисники Нікольської вежі були озброєні трьома мідними піщалями, найбільша з яких — «казанська» — могла вести вогонь ядрами масою в 1,8 кг. Як і всі проїзні вежі, Нікольська мала ворота із захисною решіткою — герсою — і підйомний міст.
У 1785—1790 роках нижньогородський губернатор І. М. Ребіндер провів масштабну реконструкцію Нижньогородського кремля, спотворивши первісний вигляд стародавньої оборонної споруди. Внаслідок цього, амбразури Нікольської вежі змінили звичайні прямокутні прорізи, зубці були наполовину зняті. У XVIII—XIX століттях у вежі зберігалися запаси провіанту. Під час реконструкції 1837 року споруда позбулася білокам'яного облицювання нижніх стін, що доходило до висоти напіввалу. Аж до 1956 року в стінах Нікольської вежі розташовувалися підсобні приміщення військового відомства. До 1959 року реставратори відновили шатровий дах вежі, увінчавши її вартовою вишкою.
До теперішнього часу вежа, як і весь кремль, дійшла в доволі невтішному стані — тривалий час вона була центром збору різних неформальних угруповань, унаслідок чого виявилася сильно понівеченою написами і діями вандалів. Однак через деякий час сходки неформалів припинилися, а на вежі було встановлено відеоспостереження. 
2015 року у Нікольській вежі відкрилася музейна експозиція «Пам'ятай війну!», присвячена 70-річчю Перемоги у Великій Вітчизняній війні.

## Пам'ять
16 жовтня 2023 року центральний банк Росії анонсував банкноту номіналом 1000 рублів, на аверсі якої було зображено Нікольську вежу Нижньогородського Кремля.